# Donald Johansson
Donald Johansson (ur. 29 sierpnia 1913, zm. 9 września 2004) – szwedzki biegacz narciarski, srebrny medalista mistrzostw świata.

## Kariera
W 1938 roku wystartował na mistrzostwach świata w Lahti. Osiągnął tam największy sukces w swojej karierze wspólnie ze Svenem Hanssonem, Sigurdem Nilssonem i Martinem Matsbo zdobywając brązowy medal w sztafecie 4x10 km. Na tych samych mistrzostwach zajął także 30. miejsce w biegu na 18 km techniką klasyczną. Zdobył także srebrny medal podczas mistrzostw świata w Cortina d'Ampezzo. Podczas spotkania we francuskim mieście Pau, FIS zadecydowała jednak, że wyniki z tych mistrzostw nie będą wliczane do klasyfikacji ogólnej, gdyż liczba zawodników była zbyt mała. Nigdy nie startował na igrzyskach olimpijskich.

## Osiągnięcia

### Mistrzostwa świata
| Miejsce | Dzień     | Rok  | Miejscowość | Konkurencja          | Czas biegu | Strata | Zwycięzca      |
| ------- | --------- | ---- | ----------- | -------------------- | ---------- | ------ | -------------- |
| 30.     | 25 lutego | 1938 | Lahti       | 18 stylem klasycznym | 1:09:37    | +4:49  | Pauli Pitkänen |
| 3.      | 28 lutego | 1938 | Lahti       | Sztafeta 4x10 km     | 2:38:42    | +4:23  | Finlandia      |